# Allan Kardec
Allan Kardec (n. 3 octombrie 1804, Commune-Affranchie, Primul Imperiu Francez – d. 31 martie 1869, Paris, Île-de-France, Franța) a fost pseudonimul folosit de pedagogul și scriitorul francez Hippolyte Léon Denizard Rivail. El este autorul celor cinci cărți cuprinse în Codificarea Spiritistă și fondatorul Spiritismului.

## Biografia
Rivail s-a născut în Lyon în 1804. Părinții lui s-au numit Jean Baptiste Antoine Rivail și Jeanne Louise Duhamel. Rivail și-a terminat primele studii la Lyon și le-a completat la Yverdon (Elveția), în calitate de discipol și colaborator al pedagogului elvețian Johann Heinrich Pestalozzi. În scurt timp a destacat de o manieră extraordinară în Științe și Litere. În anul 1823, își încheie studiile și se întoarce în Franța, stabilindu-și reședința la Paris.
La Paris a fondat o școală numită "École de Premier Degrée" unde a predat chimie, fizică, astronomie și anatomie. A fost membru al mai multor societății academice, printre care Institutul Istoric din Paris, Societatea de Științe ale Naturii din Franța, Societatea pentru Încurajarea Industriei Naționale și Academia Regală din Arras (Academia Arras, Societatea Regală de Știință, Litere și Arte). De asemenea, a scris și a publicat mai multe cărți didactice. A publicat cărți de gramatică, aritmetică și a dat mereu sugestii pentru îmbunătățirea instituției publice școlare din Franța. 
În 1832 s-a căsătorit cu Amélie-Gabrielle Boudet. Ea a fost, de asemenea, profesoară și a colaborat foarte mult cu soțul ei în activitățile sale didactice. În această perioadă a vieții a elaborat și publicat următoarele cărți: 
1823: Curs practic și teoretic de aritmetică, conform metodei Pestalozzi, cu modificări
1828: Planul propus pentru îmbunătățirea instruirii publice
1831: Gramatica clasică franceză
1846: Manual de examene pentru diplome de capacitate
1848: Catehismul gramatic al limbii franceze
Rivail și-a continuat normal viața, până la vârsta de cincizeci de ani, iar în 1854, prietenul său Dl. Fortier, la informat despre un eveniment ciudat care devenea "de modă" în întrunirile anumitor persoane ale societății pariziene. El i-a vorbit despre mesele vorbitoare sau mesele rotative. Fortier i-a spus că mesele, magnetizate, se roteau și chiar răspundeau la întrebări. Rivail i-a răspuns: "Voi crede doar când o să-mi demonstreze că o masă are creier să gândească, nervi să simtă și poate deveni un somnambul".
Câteva luni mai târziu, în luna Mai din 1855, Rivail îl însoțește pe prietenul său Dl. Fortier, acasă la Doamna Plainemaison pentru a lua parte la câteva experiențe. Rivail rămâne impresionat cu tot ceea ce trăiește acolo. De atunci, a continuat să participe, în mod regulat, la asemenea întâlniri în diferite case și cu diferite mediumuri.